# U-430
Unterseeboot 430 foi um submarino alemão do Tipo VIIC, pertencente a Kriegsmarine que atuou durante a Segunda Guerra Mundial.

## Comandantes
| Comandante               | Data                                          |
| ------------------------ | --------------------------------------------- |
| Otto Heinrich Nachtigall | 10 de setembro de 1943 - 5 de janeiro de 1944 |
| Oblt. Ulrich Hammer      | 6 de janeiro de 1944 - 30 de março de 1945    |

## Subordinação
Durante o seu tempo de serviço, esteve subordinado às seguintes flotilhas:
| Período                                        | Flotilha                                      |
| ---------------------------------------------- | --------------------------------------------- |
| 4 de agosto de 1943 - 31 de agosto de 1943     | 8. Unterseebootsflottille (treinamento)       |
| 1 de setembro de 1943 - 1 de fevereiro de 1945 | 21. Unterseebootsflottille (submarino escola) |
| 1 de fevereiro de 1945 - 30 de março de 1945   | 31. Unterseebootsflottille (treinamento)      |